# 館岡栗山
館岡 栗山（たておか りつざん、1897年9月9日 - 1978年10月16日）は、日本の日本画家。本名は豊治。

## 経歴
秋田県馬川村高崎（後の秋田県五城目町高崎）の生まれ。小学校を卒業後、1911年、秋田師範学校講習科に進学したものの、肋膜炎のため1年で中退する。以後、独学で絵を描き続け、五城目町の落合病院で事務員として就職してからも、折りをみては季節の風物をスケッチしていた。
1919年、22歳のときに家出同然に上京し、絵の修行をしようとしたものの、病を得て半年ほどで帰郷。健康を回復して25歳のときに改めて上京、アルバイトをして生活費を稼ぎながら絵の修行に励んだ。その頃、画号を長春から栗山に改めた。号の由来は、郷里の五城目町のシンボル的な里山である森山が、栗のような形にも見えたことによる。1925年1月からは48回にわたって秋田の県内紙秋田魁新報に「秋田百景」を連載している。
1926年、日本画の世界でさらに研鑽を積むため京都に移り住んだ。1928年、日本美術院の近藤浩一路に師事し、1933年、36歳で「台温泉」という作品で院展に初入選を果たした。1936年、近藤浩一路は日本美術院を脱退するが、栗山は師と行動を共にせず、美術院研究会員となって院展に出品を続け、入選を繰り返した。翌年の研究会展作品『雨後』が横山大観賞を受賞、これを契機に安田靫彦に師事する。1939年には院友に推された。
1945年4月、48歳で京都から郷里五城目町に疎開、翌年には隣町である一日市町（後の八郎潟町）に移り住む。1951年、地域新聞「湖畔時報」を創刊し、社主になった。1958年、日本画研究グループ「新樹社」を設立、秋田の代表的展覧会である県展の審査員も務めた。1962年、秋田県文化功労者。1968年、院展に初入選以来連続入選30回を数え、院展特待・無鑑査となった。1970年に勲五等双光旭日章を受章。
著書に『銀婚』、『栗山画談』がある。

## 人物
栗山は郷里秋田への思い入れが強く、のちには秋田の風物が主要な題材となった。秋田の風景や行事、伝承芸能などを好んで描き、地方色豊かなマニエリスム風の微細な描写が特徴である。
俳句や短歌にも親しみ、若いころには同郷の俳人北嶋南五や草皆五沼などとも親交があった。大正期には俳誌『山彦』を主宰している。五城目町の雀館公園には栗山の句碑がある。短歌では同郷の歌人中村徳也とともに学び、夫人とともに短歌会「歌瀬歌会」をつくっている。

## 参考資料
- 五城目町教育委員会 編『すばらしい先輩たち 第2集』
- 秋田魁新報社 編『秋田人名大事典』ISBN 978-4870202061